# Chicago WCT 1971
Il Chicago WCT 1971  è stato un torneo di tennis giocato sul sintetico indoor. È stata la 1ª edizione del Chicago WCT,che fa parte del World Championship Tennis 1971. Si è giocato a Chicago negli Stati Uniti, dal 22 al 28 marzo 1971.

## Campioni

### Singolare
John Newcombe ha battuto in finale  Arthur Ashe con il punteggio di 4–6 7–6 6–2 6–3

### Doppio
Tom Okker /  Marty Riessen  hanno battuto in finale  John Newcombe /  Tony Roche con il punteggio di 7–6, 4–6, 7–6